# Loth et ses filles (Vouet)
Pour les articles homonymes, voir Loth et ses filles.
Loth et ses filles est un tableau réalisé par le peintre français Simon Vouet en 1633. Cette huile sur toile de format vertical est une peinture chrétienne qui illustre un passage de l'Ancien Testament, l'épisode du Livre de la Genèse au cours duquel Loth est séduit par ses propres filles. Le patriarche est ici figuré à l'instant où il caresse le sein de l'une sous le regard de l'autre, qui tient le vase de vin avec lequel elles l'enivrent. 
L'œuvre est conservée au musée des Beaux-Arts de Strasbourg.